# Місцеве самоврядування у Франції

## Конституційні засади місцевого самоврядування у Франції
Сьогодні Франція, серед більшості демократичних країн Європи є ще й досі найбільш централізована держава. Саме тут досить стійкі традиції міцної державної влади, яка відіграє головну роль на рівні департаментів та областей. Конституція Франції 1958 року, яка діє донині, досить скупо говорить про права місцевого самоврядування. Це розділ 11 “Про місцеві колективи”, хоча в цьому розділі лише стаття 72 присвячена місцевим колективам.
“Стаття 72. Місцевими колективами Республіки є комуни, департаменти, заморські території. Всі інші місцеві колективи утворюються законом.
Ці колективи вільно управляються виборними радами в умовах, визначених законом.
Представники Уряду в департаментах і територіях, відповідають за національні інтереси, адміністративний контроль і дотримання законів.”
Крім цього за французькою конституцією, стаття 34 “Закон визначає основні принципи вільного управління місцевих адміністративних одиниць; їх компетенції і їх податків.”
Аби зрозуміти традиції французького централізму варто згадати, що будучи абсолютиською монархією, Франція протягом 17 ст.-18 ст. століть була дуже централізованою державою. Революція 1789 року зробила спробу провести широку децентралізацію влади і надати автономності провінціям. Проте це лише привело до послаблення держави і створення повної анархії, оскільки революційна влада була надто слабкою. Після повалення прихильників децентралізації (жирондистів) якобінцями знову почалось впровадження жорсткої централізації. Особлива роль в цьому відводиться Наполеону, який вважається батьком нової адміністративної системи, побудованої за строгими правила державної централізації і яка зберігалась майже в незмінному вигляді довгий період, аж до другої половини XX-го століття. І фактично лише початок 80-тих років ознаменував перехід від політики загальної централізації до поступової децентралізації державної влади і створення умов для швидкого розвитку місцевого самоврядування.

## Законодавство про місцеве самоврядування
Говорячи про традиції централізації, то і сьогодні у Франції існують як політичні так і технічні та психологічні причини. Політичними причинами можна вважати боязнь того, що надто широка децентралізація, особливо якщо вона буде проводитись надто швидко і в межах колишніх провінцій, створить загрозу єдності держави, тим паче, що деякі радикали серед регіоналістів (наприклад в Бретані) підігрівають такі побоювання.
До технічних причин можна віднести такий фактор, як віра підготовлених і добре освічених державних адміністраторів в те, що тільки вони можуть ефективно управляти, а обрані особи для такого управління не готові.
Психологічними причинами, що гальмують децентралізацію, є громадські настрої щодо справедливості. Багато людей досі вважають, що для забезпечення рівності прав громадян незалежно від місця їхнього проживання, варто аби ці рішення приймались центральною владою і аби центральна влада займалась впровадженням цих рішень в життя.
Попри такі настрої важкий процес децентралізації, що розпочався в 1982 році досить сильно прогресує і поступово зводить нанівець унітаристські традиції, тим паче, що глибока інтеграція в Європі також сприяє широкій децентралізації. (Цікавим тут є феномен “об'єднання Європи”, при інтеграції держав, всередині них помітні сильні тенденції до дезінтеграції. Регіони прагнуть інтегруватись в Європу самостійно, без згоди на те центрального уряду.)
Закони 1982 - 83 років, які сформували новий Адміністративний кодекс Франції, ввели принаймні три найважливіші нововведення, що різко підняли статус органів місцевого самоврядування:
1) було встановлено одноманітні правила адміністративного контролю за діями місцевих колективів з боку держави. А саме, однаковий контроль встановлювався по відношенню рішень всіх місцевих органів - муніципальних, генеральних та окружних рад, мерів чи голів генеральних і окружних рад. Причому цей контроль уже не був на предмет доцільності , а лише на предмет законності і то із застосуванням судових процедур.
2) префект перестав бути виконавчим органом департаменту як місцевого колективу, його функції перейшли до голови генеральної ради. Тепер департамент, як самоврядний територіальний колектив, став управлятись виключно виборними органами влади.
3) принципово змінився статус округу, який до 1982 року був лише громадським утворенням. Після реформи він також став управлятись виборним адміністративним органом.
Найважливішим в Законі № 82-213 від 2 березня 1982 року, була норма статті 1, яку можна вважати пусковою кнопкою процесу децентралізації: “ Стаття 1. Комуни, департаменти та реґіони є вільно керовані обраними радами. Закони визначатимуть розподіл компетенцій між комунами, департаментами, реґіонами і державою, а також розподіл народних коштів, що випливає з нових правил місцевої податкової системи та передач державних кредитів територіальним громадам; організацію реґіонів, статутні ґарантії, які надаються персоналу територіальних громад, спосіб обрання і статут обранців, а також форми співпраці між комунами, департаментами та реґіонами і розвиток участі громадян у місцевому житті.”
Велика французька адміністративна реформа проводилась по етапам. Наступний етап реформи почався з нових законів від 7 січня 1983 року і 22 червня 1983 року. Цими законами визначався новий перерозподіл компетенції між державою і територіальними колективами на користь останніх.
Насьогодні законодавство Франції повністю регулює всі питання, що стосуються організації і діяльності місцевого самоврядування на всіх рівнях адміністративно-територіального устрою. Всі ці закони об'єднані в Адміністративний кодекс, який є фактично “конституцією” місцевого самоврядування у Франції.

## Комуни як основна ланка місцевого самоврядування
Комуна у Франції — єдина адміністративно-територіальна одиниця що не має окремого державного владного органу, тобто теоретично мер у своїй особі поєднує головну посадову особу місцевого самоврядування та представника державної влади. Але щоби уникнути такого поєднання в одній особі функцій державної виконавчої влади та місцевого самоврядування багато функцій державної виконавчої влади, що належали меру з 1983 року передані до функцій місцевого самоврядування. Тобто роль комуни як державної адміністративної одиниці дуже зменшилась і вона стала реально автономним територіальним колективом.
Важливими елементами комуни, як юридичної реальності, є: назва, територія, чисельність населення. Оскільки саме ці елементи ідентифікують комуну, як окрему, базову ланку місцевого самоврядування, закони передбачають спеціальні процедури можливих змін назви чи території та передбачають обов'язковий періодичний перепис населення.
Назва. Зміна назви можлива указом президента за поданням міністра внутрішніх справ на основі прохання муніципальної ради, висновку генеральної ради (окружний чи обласний рівень*), висновку державної ради(державний рівень*).
Територія. Кожна частина території Франції належить до однієї з комун. Процедура зміни адміністративних меж дуже складна і завжди вирішується центральними органами влади.
Населення. Чисельність населення дуже важлива для встановлення субсидій та податкових виплат в бюджет комуни і навпаки, а також для встановлення правил, що стосуються складу органів комуни.

### Муніципальна рада

#### Склад муніципальної ради
Закон встановлює чисельність муніципальних радників у залежності від кількості населення комуни.
| Населення (чол) | Муніципальна рада (радників) |
| --------------- | ---------------------------- |
| менш як 100     | 9                            |
| 100...499       | 11                           |
| 500 ... 1499    | 15                           |
| 1500 ... 2499   | 19                           |
| 10000 ... 19999 | 33                           |
| більш як 299999 | 69                           |
| Ліон            | 73                           |
| Марсель         | 101                          |
| Париж           | 163                          |

Радником (депутатом) муніципальної ради може стати будь-який платник податків комуни, але закон встановлює правила невиборності та несумісності мандатів.
Вибори муніципальних радників проводяться раз на 6 років одночасно по всій Франції за мажоритарною системою в два тури за закритими списками для комун з населенням понад 30 тис. осіб та за відкритими списками для інших комун.
Кодекс законів про комуни дуже детально регламентує правила організації і проведення засідань муніципальної ради зокрема для забезпечення гласності і відкритості засідань.
За законом, засідання ради мають проводитись не рідше ніж один раз на три місяці. Засідання скликає мер за власною ініціативою в залежності від потреби. Він також зобов'язаний скликати засідання ради на вимогу префекта або половини членів ради.
Кворум для засідання — половина членів ради. Радник, який не може бути присутнім на засіданні може письмово доручити іншому раднику проголосувати від його імені.

### Повноваженнямуніципальної ради
- Фінансові повноваження.

Прийняття бюджету та визначення ставок комунальних податків. Вирішення питань про потребу позик. Затвердження звітів про використання бюджетних коштів.
- Повноваження в царині громадських служб.

Рада має право створювати або ліквідовувати громадські служби комуни, але законом встановлене певне обмеження у самостійності, щодо певних служб. За законом наявність деяких служб є обов'язковою (похоронне бюро, служби збору сміття ...). Законом також забороняється створення певних служб (оборони, юстиції ...) у царинах, що не належать до компетенції комун і суперечать принципу єдності держави. Такі обмеження встановлюються також і щодо права комун створювати служби, що ведуть економічну діяльність.
В останній період правда стало допускатись створення громадських промислових і торгових служб, якщо вони не є несумісними з принципом свободи підприємництва. Приміром коли це веде до приватного використання громадського майна, або коли в цій галузі відсутня приватна ініціатива тощо.
Рада також може надавати допомогу як комунальним так і приватним підприємствам, але знову ж таки за умов конкурсу і гласності.
- Повноваження щодо майна комуни.

Майно комуни поділяється на “громадське”, тобто таке, яке призначене виключно для громадського користування (дороги, кладовища,казарми тощо) та майно “приватне”, яким комуна розпоряджається на правах приватного власника (луки, ліси,будинки тощо). Громадське майно невідчужуване.
Рада приймає рішення про купівлю, продаж, оренду майна та про віднесення майна до категорії “громадського”.
- Повноваження в царині облаштування території та міського будівництва.

Крім визначення напрямків використання території та принципів міського будівництва, рада має право розробляти і затверджувати міжкомунальні плани облаштування територій, але ця робота має проводитись за участю центральної адміністрації, департаменту, округу, інших комун.
Муніципальна рада обирає мера, його заступників, формує комісії.
Незважаючи на такі широкі повноваження слід пам'ятати, що великий вплив на прийняття рішень радою має мер, з іншого боку муніципальна рада, як і будь-який інший орган місцевого територіального колективу перебуває під адміністративним контролем органів центральної державної влади.

### Контроль за діяльністю та рішеннями муніципальної ради з боку представників центральної державної адміністрації.
Відповідно до закону 1982 року префект утратив право контролю за рішеннями ради на предмет доцільності й хоча за префектом залишилось право контролю рішень на предмет законності, скасування незаконних рішень можливе лише адміністративним судом. Водночас закон зобов'язує раду передавати прийняті нею рішення представнику держави, і рішення ради вважається таким, що вступило в дію лише після передачі його префекту чи супрефекту і оголошення (опублікування, оприлюднення).
Якщо префект вважає рішення незаконним, протягом 2-х місяців від дня одержання рішення він може звернутись до адміністративного суду для визнання рішення незаконним, або термінового призупинення виконання рішення до остаточного розгляду його судом.
У разі потреби, префект обґрунтованою постановою може призупинити діяльність ради на строк не більше ніж місяць. Про це префект повідомляє міністра внутрішніх справ.
Якщо рада не може забезпечити управління комуною вона може бути розпущена указом президента республіки, якщо це схвалено на засіданні Ради Міністрів.
Протягом тижня після розпуску ради префект призначає спеціальну комісію в складі від 3-х осіб для комун до 35000 мешканців до 7-ми осіб для комун з більшою кількістю населення. Не пізніше ніж за 2 місяці з моменту розпуску мають бути проведені нові вибори. Після сформування нової ради комісія припиняє своє існування.

### Муніципалітет. Мер і його заступники
Мер та його заступники складають виконавчий орган ради — муніципалітет.
Мер та його заступники обираються муніципальною радою виключно з радників. Мер обирається таємним голосуванням за мажоритарною системою в два тури. Кількість заступників визначається радою, але не може перевищувати 1/3 кількості муніципальних радників. Заступники обираються по одному в порядку важливості. Мер та заступники за свою роботу одержують певну доплату та деякі пільги. Повноваження мера, як представника комуни, досить великі. Він представляє інтереси комуни у відносинах з іншими органами та організаціями і державою, має право укладати угоди і договори, виконувати делеговані радою повноваження, керувати муніципальними службами, призначати управлінський персонал, накладати дисциплінарні стягнення на комунальних службовців, видавати дозволи на будівництво, він також має повноваження потрібні для підтримання порядку в комуні.
Крім цих повноважень, мер має і деякі повноваження представника державної адміністрації, які визначаються законом.
До кола його функцій, як представника держави, належить реєстрація актів громадянського стану, він також вживає заходів для допомоги в пошуку і покаранні правопорушників, які скоїли злочин чи розшукуються на території комуни. Він може складати протоколи про правопорушення. На території комуни мер забезпечує обнародування законів та інших нормативних актів держави і слідкує за їх виконанням. Мер забезпечує проведення виборів, підтверджує достовірність підписів, видає різні свідоцтва та ліцензії на право полювання чи дрібної торгівлі та подає необхідні статистичні дані для державних міністерств і відомств.
Закон визначає засоби контролю держави над діяльністю мера та встановлює заходи впливу на нього. Так в разі порушень мером своїх повноважень чи допущення ним грубих проступків, міністр внутрішніх справ за поданням префекта може зупинити його діяльність на строк до 1-го місяця. Указом Президента, схваленим Радою Міністрів мер може бути відправлений у відставку. Закон визначає процедуру звільнення мера з посади.
Дії і рішення мера, як представника держави підлягають ієрархічному контролю з боку державних органів, рішення і дії мера-представника комуни підлягають адміністративному контролю такому ж, якому підлягають рішення і дії муніципальної ради.

### Міські райони
Великі міські комуни можуть бути поділені на райони. Поділ міста на райони не завдає шкоди єдності комуни, оскільки райони не є юридичними особами і не мають свого бюджету, а лише свій кошторис, що встановлюється муніципальною радою. Кошториси районів є лише додатком до бюджету комуни.

#### Органи влади міського району
Представницьким органом є рада району, яка складається із муніципальних радників обраних в цьому районі та з районних радників, кількість яких має бути вдвічі більшою ніж муніципальних радників. Ці радники обираються разом з муніципальними радниками по тій же системі, причому районними радниками стають ті хто не ввійшов до складу муніципальної ради. Рада району функціонує за тими ж принципами, що і муніципальна рада, до того ж роль мера в діяльності ради така ж як і на муніципальному рівні.
Мер району обирається районною радою з-поміж її членів, що є муніципальними радниками.

## Департамент
Департамент у Франції є другим після комуни рівнем адміністративно-територіального устрою на якому паралельно працюють два органи влади: генеральна рада, як орган самоврядування та префект, як орган державної влади.

### Представницьким органом місцевого самоврядування є Генеральна рада
Генеральна рада формується на основі загальних прямих і вільних виборів, які організовуються і проводяться у кантонах за мажоритарною системою в два тури. Строк мандата депутата Генеральної ради — 6 років. Для забезпечення стабільності політики Генаральної Ради, вибори до ради проводяться кожні три роки, коли обирається одна третина ради.
Після кожного оновлення, тобто кожні три роки, Генеральна рада зі свого складу обирає Голову, який одночасно є і керівником виконавчого органу департаменту.

### Повноваження Генеральної ради
За загальним принципом до компетенції Генеральної ради належить право вирішувати всі питання, що належать до компетенції департаменту і не належать до компетенції інших органів департаменту.
До найважливіших повноважень належать:
1). Затвердження бюджету та звіту про його виконання.
2) Визначення політики розвитку департаменту.
3) Встановлення ставок внутрішніх податків департаменту.
4) Створення громадських служб департаменту і встановлення загальних правил їх функціонування.
5) Визначення штату працівників служб департаменту.
6) Прийняття рішень, щодо всього майна департаменту (Придбання, використання, відчуження майна).
7) Надання, на прохання визначених установ держави, висновків щодо розподілу кредитів у департаменті тощо.

### Повноваження Голови Генеральної Ради
“25. Голова ґенеральної ради є виконавчим органом департаменту.
Він готує і проводить наради ґенеральної ради. Він є розпорядником видатків департаменту і робить розпорядження щодо одержання департаментських доходів, крім особливих положень Загального Кодексу про податки, які стосуються інкасування податкових доходів адміністративно-територіальних утворень (громад).
Він є керівником служб департаменту. Він може, під своїм наглядом та своєю відповідальністю, надавати право підпису щодо будь-якого питання відповідальним особам вищезгаданих служб.
Голова ґенеральної ради управляє майном департаменту. На цій підставі він здійснює поліцейські повноваження, які стосуються цього управління, особливо щодо переміщень майна, крім повноважень, що надаються Кодексом мерам комун і представникові держави в департаменті.” Із Закону № 82-213 від 2 березня 1982 року).
Як видно із наведеної вище частини Закону, Голова Генеральної ради є досить важливою інституцією влади на рівні департаменту. Оскільки він є головою виконавчої влади рівня департаменту, то він як Голова Генеральної ради є єдиною посадовою особою, що наділена правом адміністративної влади. І вже він делегує частину своєї адміністративної влади керівникам певних служб департаменту.
Як Голова ради, він скликає раду і готує проекти її рішень, керує засіданнями ради, а також виконує прийняті радою рішення. Голова також представляє інтереси ради в інших інстанціях, серед них і в суді.
Голова Генеральної ради є особою відповідальною за виконання бюджету департаменту. Він є розпорядником бюджету і має право в межах однієї статті видатків переміщувати коштів у сумі не більше 1/5 загальної суми коштів по цій статті.
Голова також є керівником всіх служб департаменту. Він призначає на департаментські посади, накладає дисциплінарні стягнення на підлеглих.
Рішення, які приймає Голова можуть бути перевірені на предмет законності префектом та адміністративним судом.

### Представництво держави на регіональному рівні
Департамент є ключовою ланкою в системі державної виконавчої влади. Це той рівень, де сконцентрована місцева державна адміністрація. На чолі цієї адміністрації стоїть префект, а сама адміністрація наділена досить великими владними повноваженнями і має у своєму складі цілу систему важливих служб, які забезпечують здійснення державної політики на регіональному рівні.
“34. І. — Представник держави в департаменті призначається Указом Президента ухваленим на засіданні Ради Міністрів.
Він репрезентує кожного з міністрів і керує службами держави в департаменті, крім випадків, обмежено перерахованих розпорядженням Державної Ради.
Тільки він має право висловлюватися від імені держави перед ґенеральною радою.
Представник держави в департаменті дбає про національні інтереси, додержання законів, громадський порядок і, за умов, визначених у цьому законі, про відомчий контроль. Якщо це інакше не зазначено цим законом, він здійснює компетенції, що раніше належали департаментському префекту, як уповноважений уряду в департаменті. Йому для цього допомагають у департаменті ґенеральний секретар і, в разі потреби, уповноважені в округах представника держави.
За умов, передбачених цим законом, він піклується про справне здійснення компетенцій властей департаменту та комун.” Із Закону № 82-213 від 2 березня 1982 року).
Аби не зробити помилки, порівнюючи главу місцевої державної адміністрації в Україні з префектом у Франції, слід пам'ятати, що демократичні традиції в Україні перебувають лише на етапі їх формування, зокрема й щодо місця, ролі і статусу голів місцевих державних адміністрацій, а у Франції, інститут префектів заснований ще Наполеоном кристалізувався у фактично неполітичний адміністративний хребет державної влади країни.
Префект — державний службовець дуже високого рівня, що перебуває в складі префекторального корпусу, професійно підготовлений, який пройшов підготовку в Національній школі адміністрування. Префект призначається указом Президента, попередньо схваленим на засіданні Ради Міністрів Франції.
Будучи на високому щаблі державної служби префект повністю залежить від вищого державного керівництва в своїй кар'єрі. У будь-який момент префект може бути переведеним на роботу в будь-який інший департамент, на іншу роботу чи в резерв до призначення незалежно від свого на те бажання.
Праця на посаді префекта впряму не зв'язана з його політичними нахилами і не залежить від належності до тої чи іншої політичної партії Президента чи Прем'єра. Як правило службовець, що потрапив у корпус префектів, перебуває на цій посаді досить довго лише міняючи департаменти.

#### Повноваження префекта
Префект — представник уряду в департаменті і зобов'язаний інформувати уряд про стан справ у департаменті, а також доводити політику уряду до місцевих виборних органів і сприяти їм у проведенні цієї політики.
Префект має право в разі скоєння в департаменті злочину, щодо державної безпеки (замах, тероризм, шпигунство) підписувати постанови про арешти, обшуки, тощо і допомагати відповідним органам у пошуках винних.
Оскільки префект є головою всієї системи державної адміністрації в департаменті, він :
1) наглядає за виконанням законів, указів і постанов Уряду та окремих міністрів;
2) приймає рішення нормативного характеру;
3) забезпечує підтримання громадського порядку;
4) здійснює адміністративний контроль за діяльністю департаменту та його комун та передає на розгляд адміністративного суду незаконні, на його погляд, рішення територіальних колективів;
5) представляє державу у питаннях виконання всіх юридичних актів на рівні департаменту, підписує угоди від імені держави, а також представляє державу у органах правосуддя;
6) є розпорядником всіх державних видатків в департаменті і несе відповідальність за управлінням нерухомістю та іншим державним майном, що належить державі у департаменті;
7) керує роботою всіх місцевих служб державних центральних органів виконавчої влади та є посередником у взаємовідносинах цих служб із центральними міністерствами.
Як видно з приведених вище повноважень, префект є досить сильною фігурою і незважаючи на прийняті у 80-тих роках закони про децентралізацію влади, префект значно посилився в частині керівництва місцевими службами міністерств, позбавившись занадто дрібної опіки над органами самоврядування.

## Округ
Після Великої французької революції і періоду громадянської війни та сепаратиських заколотів, питання утворення адміністративно-територіальних одиниць більших ніж департамент взагалі не ставилось. Проте з розвитком держави і появою проблем регіонального розвитку, для забезпечення координації робіт та інтересів комун чи департаментів в здійсненні якихось важливих для регіону спільних проектів стали з'являтись округи, які спочатку навіть не мали стійкого характеру. Єдиним органом влади на цьому рівні був окружний префект, при якому діяла спеціальна комісія по екномічному розвитку округу, яка мала обмежений консультаційний характер. Потім ця комісія була замінена окружною радою, що формувалась за рахунок непрямих виборів, і яка вважалась громадським органом і не мала владних повноважень загальної компетенції.
Лише закон від 2 березня 1982 року вивів округ на новий рівень розвитку, оскільки за ним був фактично закріплений статус місцевого колективу, хоча роль місцевої державної влади на цьому рівні значно вища.

### Статус і компетенція округу
Статус округу випливає з його призначення, тобто інструменту економічного, соціального і культурного розвитку певної території. Саме округи беруть участь у створенні загальнонаціональних планів розвитку, домагаючись у цих планах виконання пріоритетів окружного розвитку. Відповідно до такого призначення законом і визначається його компетенція в деяких галузях:
1) Зайнятість і професійна підготовка населення. Округ щорічно затверджує програму професійної підготовки, створює центри професійного навчання, утримує ліцеї.
2) Забезпечення житлом. Округ визначає пріоритети розвитку житлового будівництва і здійснює спеціальні житлові програми.
3) Облаштування річкових портів, за винятком загальнонаціональних великих портів.
Крім цього округи можуть відкривати різноманітні музеї і художні навчальні заклади, вони можуть надавати допомогу в проведенні наукових досліджень тощо.

### Органи влади округа
Представницьким органом округа є окружна рада. До 1986 року ці ради формувались непрямими виборами, тобто складались з депутатів та сенаторів національного рівня від округу, та представників місцевих територіальних колективів, котрі обиралися генеральними та муніципальними радами.
З 16 березня 1986 року, окружні радники обираються прямими виборами. Вибори організовуються на рівні департаментів , причому у кожному департаменті голосування відбувається за партійними списками, число мандатів залежить від населення департаменту, але не менше трьох.
Окружна рада проводить сесії не рідше одного разу в три місяці. Рада обирає голову і бюро ради, яке складається з голови та його заступників. Рада може передати бюро частину своїх повноважень, за винятком найважливіших фінансових питань.
Окружна рада має принципову компетенцію приймати будь-які рішення, що входять в компетенцію округу, якщо законодавством це не віднесеноено до компетенції голови ради.
Голова окружної ради є одночасно виконавчою владою округу. Повноваження голови досить великі:
1) Голова готує проекти рішень окружної ради в тому числі і проект бюджету округу.
2) Скликає раду і головує на її засіданнях.
3) Виконує прийняті радою рішення.
4) Є розпорядником фінансових ресурсів округу.
5) Керує роботою окружних служб і є адміністративним головою всього персоналу адміністративних органів округу.
6) Призначає на посади працівників адмінслужб округу і накладає адміністративні стягнення.

### Контроль за законність рішень на окружному рівні
Контроль за законністю рішень окружної ради здійснює окружний префект (напочатку децентралізації - окружний комісар республіки). Рішення окружної ради, до вступу їх в законну силу обов'язково подаються комісару республіки. В разі коли він вважає таке рішення незаконним по формі чи по суті, то передає його на розгляд адміністративного суду, який і приймає рішення по суті, тобто або визнає його незаконним, чи навпаки, приймає постанову про законність рішення окружної ради.
Окружний префект також здійснює контроль за законністю рішень голови окружної ради. Найважливіші рішення голови (передусім це рішення нормативного характеру) мусять передаватись префекту ще до вступу їх в силу. Умови такого контролю такі ж як по відношенню до дій мера чи голови генеральної ради. Окружним префектом є один із префектів департаментів, що входять до складу округу.

#### Окружний префект
Окружний префект, залишаючись префектом головного департаменту округу поєднує в собі функцію представника держави в окрузі та представника держави у департаменті. Він безпосередньо представляє в окрузі прем'єр-міністра і кожного міністра зокрема чим уособлює в собі повноважного представника всіх центральних органів державної виконавчої влади.
Окружний префект має досить широкі не тільки контрольні чи представницькі повноваження, він має достатньо компетенції для вирішення питань соціально-економічного розвитку та облаштування території всього округу. Він є провідником державної політики на цьому рівні.
Він відіграє основну роль в плануванні розвитку округу та розподілу державних інвестицій, що надаються округу державою, або в яких є державна частка.
Дуже важливим і дуже позитивним моментом в організації життя округу є можливість договірного розподілу служб між головою окружної ради та префектом. Це дозволяє уникати дублювання в роботі і зменшує імовірність виникнення суперечностей між префектом і головою ради.
Оскільки префект є представником усіх міністрів у окрузі, він має великі повноваження щодо безпосереднього керівництва місцевими службами центральних міністерств і відомств.
Так префект може наділятись повноваженнями, які б міністри хотіли передати органам, що представляють центральну державну адміністрацію на окружному рівні. За рахунок цього префект є в принципі єдиним органом адміністративної влади в окрузі, який може приймати рішення від імені держави.
Поряд з цим, префект є єдиним в окрузі вторинним розпорядником кредитів місцевих служб центральних міністерств і відомств(першим розпорядником є відповідний міністр). Тільки він є розпорядником бюджетних коштів цих служб і саме він займається питаннями управління нерухомістю і майном(держави).
Префект також бере участь у процедурі атестації персоналу місцевих державних органів, він подає міністрам оцінку їх діяльності. Через префекта проходить вся кореспонденція між центральними і місцевими органами державної виконавчої влади.

## Особливий статус деяких міст.
Три найбільших міста Франції Париж, Марсель та Ліон мають спеціальний статус, який вирізняє їх серед усіх інших міст. Цей статус встановлено спеціальним законом № 82-1169 від 31.12.1982 року. У цих містах є два рівня самоврядування: рівень комуни та рівень міського району (чи групи районів). На чолі кожного із цих рівнів стоїть власний мер та власна рада.
На комунальному рівні Парижем, Марселем, та Ліоном керує муніципальна рада та міський мер. Статус і повноваження цих органів та контроль за їх діяльністю в основному такий же самий, як і для інших комун, але є деякі відмінності.
Так для Парижу, рада не має у своїй назві слова “муніципальний”, оскільки ця рада є одночасно генеральною радою департаменту Сени, межі якого збігаються з межами Парижу.
Ради цих міст є численнішими, ніж в усіх інших міст. Ради обирають за секторами. В кожен сектор входить один чи декілька районів міста. Вибори у кожному із секторів проводять за правилами для комун з числом мешканців не менше 3500 осіб, тобто з використанням мажоритарної системи та системи пропорційного представництва.
Стосовно повноважень ради Парижа, Ліона та Марселя та їх мерів, то вони такі ж як у цих органів у інших містах, лише з тією різницею, що частина повноважень передана відповідно радам і мерам міських районів.
Аби не допустити антагонізму між районами та містом, над рішеннями ради району існує подвійний контроль. Перша ланка контролю - міський мер, який може вимагати повторного розгляду прийнятого на засіданні ради району. Якщо навіть після повторного розгляду мер вважатиме рішення незаконним, він може звернутись до адміністративного суду з поданнямм про відміну рішення, а при необхідності і про зупинення такого рішення протягом 48 годин. Другою ланкою в такому контролі є право представника держави, префекту департаменту, вчиняти такі дії, як і мер міста.
Така дуальна структура влади у великих містах створена з метою наближення адміністративної влади до мешканців комуни.

## Об'єднання комун та їх асоціації
Надто велика кількість дуже дрібних комун породжує в сучасних умовах проблеми їх фінансового забезпечення і здійснення функцій органів самоврядування. Для подолання таких труднощів застосовується два підходи:
- співробітництво комун для вирішення певних спільних проблем чи спільне здійснення певної діяльності;
- злиття кількох дрібних комун в одну більш потужну і фінансово спроможну для вирішення питань функціонування всіх служб місцевого самоврядування.
В першому випадку комуни залишаються юридичними особами і через договори визначають принципи і порядок спільної діяльності. Найбільш розповсюдженим співробітництвом комун є утворення спеціальних організацій, засновниками яких є комуни і які створюються для вирішення певних спільних для засновників проблем. Такі організації (синдикати) мають статус юридичної особи і наділяються певною компетенцією за рахунок комун-засновників. Закон від 5 січня 1988 року надає право комунам створювати різні синдикати, причому кожна комуна може передати синдикату лише частину своїх повноважень, що стосуються проблеми для розв'язання якої створюється цей синдикат.
Керівними органами синдикату є комітет синдикату та голова синдикату. Комітет є представницьким органом, де процедури розгляду питань і прийняття рішень аналогічні процедурам ради, а голова синдикату є його виконавчим органом. Синдикат також має свій власний бюджет і свій штат апарату. Крім синдикатів існують і інші види міжкомунального співробітництва такі як дістрікти та міські об'єднання. Створення таких об'єднань може бути як добровільним так і примусовим. За умов добровільності, об'єднання оформляється постановою префекта чи указом президента. За відсутності згоди комун, але у випадку крайньої необхідності таке об'єднання може бути утворено законом.
Процес об'єднання дрібних комун у більш великі проходить ще повільніше ніж процес створення синдикатів чи інших об'єднань. Об'єднання можливе лише за умов повної добровільності муніципальних рад чи результатів місцевого референдуму.

## Висновки
Приклад організації місцевого самоврядування у такій країні, як Франція є досить важливим і повчальним для України. Наскрізь централізована, з стрункою вертикаллю державної виконавчої влади ця країна, що за територією, кількістю населення і адміністративно-територіальним устроєм дуже подібна до України, в 80-тих роках зробила великий крок у реформуванні своєї адміністративної системи і провела широку децентралізацію влади. Переоцінити ці кроки неможливо. Завдяки децентралізації місцеве самоврядування одержало новий імпульс свого розвитку. Обрані населенням органи влади не тільки не привели до розладу системи влади, а поліпшили надання послуг населенню , вивільнили високий потенціали місцевої активності населення і дозволили державі зменшити опіку над місцевими проблемами.
Позитивним приклад Франції є також і тим, що реформування місцевої влади відбувалось поступово і комплексно під контролем держави. Зменшення повноважень місцевої державної адміністрації супроводжувалось ростом компетенції місцевого самоврядування і ростом фінансових ресурсів, якими володіють комуни.
Досвід Франції підтверджує можливість і необхідність запровадження децентралізації влади у державі, якщо до цього дозріла і державна влада і само суспільство. Успішність такого реформування можлива лише за умови його поступовості і комплексності.

## Список використаної літератури
- Конституція Франції. Конституции буржуазных стран. Москва, 1979 год.
- Code Administratif. Адміністративний кодекс Франції(Закони промісцеве самоврядування) Переклад ПСП, 1995 рік.
- Жан Шарль Адре. Огляд місцевого самоврядування у Франції. Переклад ПСП, 1994 рік.
- Женевье Гримо. Организация административной власти во Франции. Москва,”Интратек - Р”, 1994 год.